# HD19397
HD19397 — хімічно пекулярна зоря спектрального класу A4, що має видиму зоряну величину в смузі V приблизно  8,9.
Вона  розташована на відстані близько 607,4 світлових років від Сонця.